# Tiggarnöt

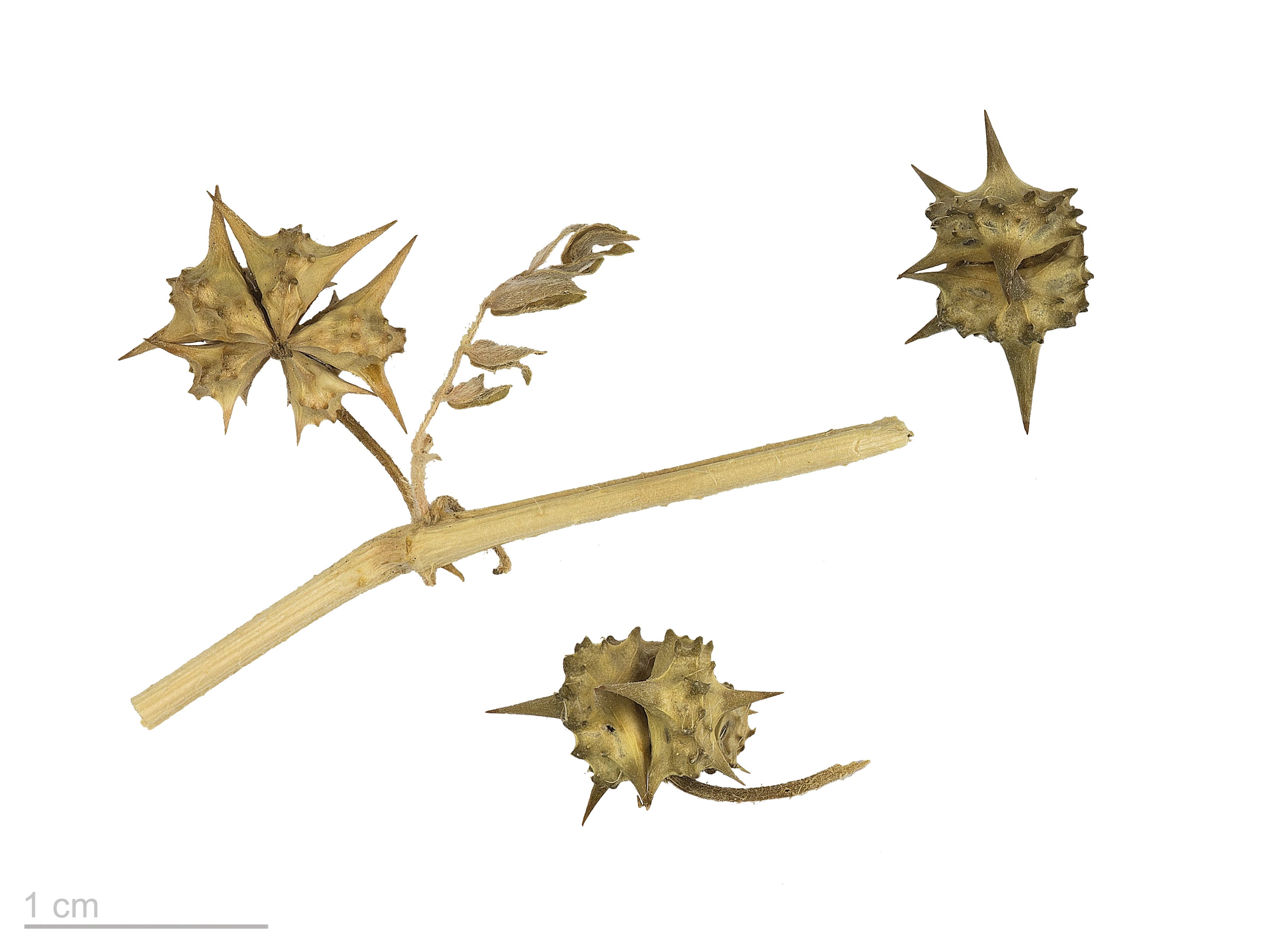
Tribulus terrestris

Tiggarnöt (Tribulus terrestris) är en pockenholtsväxtart som beskrevs av Carl von Linné. Tiggarnöt ingår i släktet tiggarnötter, och familjen pockenholtsväxter. Arten förekommer tillfälligt i Sverige, men reproducerar sig inte.

## Underarter
Arten delas in i följande underarter:
- T. t. bicornutus
- T. t. inermis
- T. t. orientalis
- T. t. rajasthanensis
- T. t. robustus